# Rabín

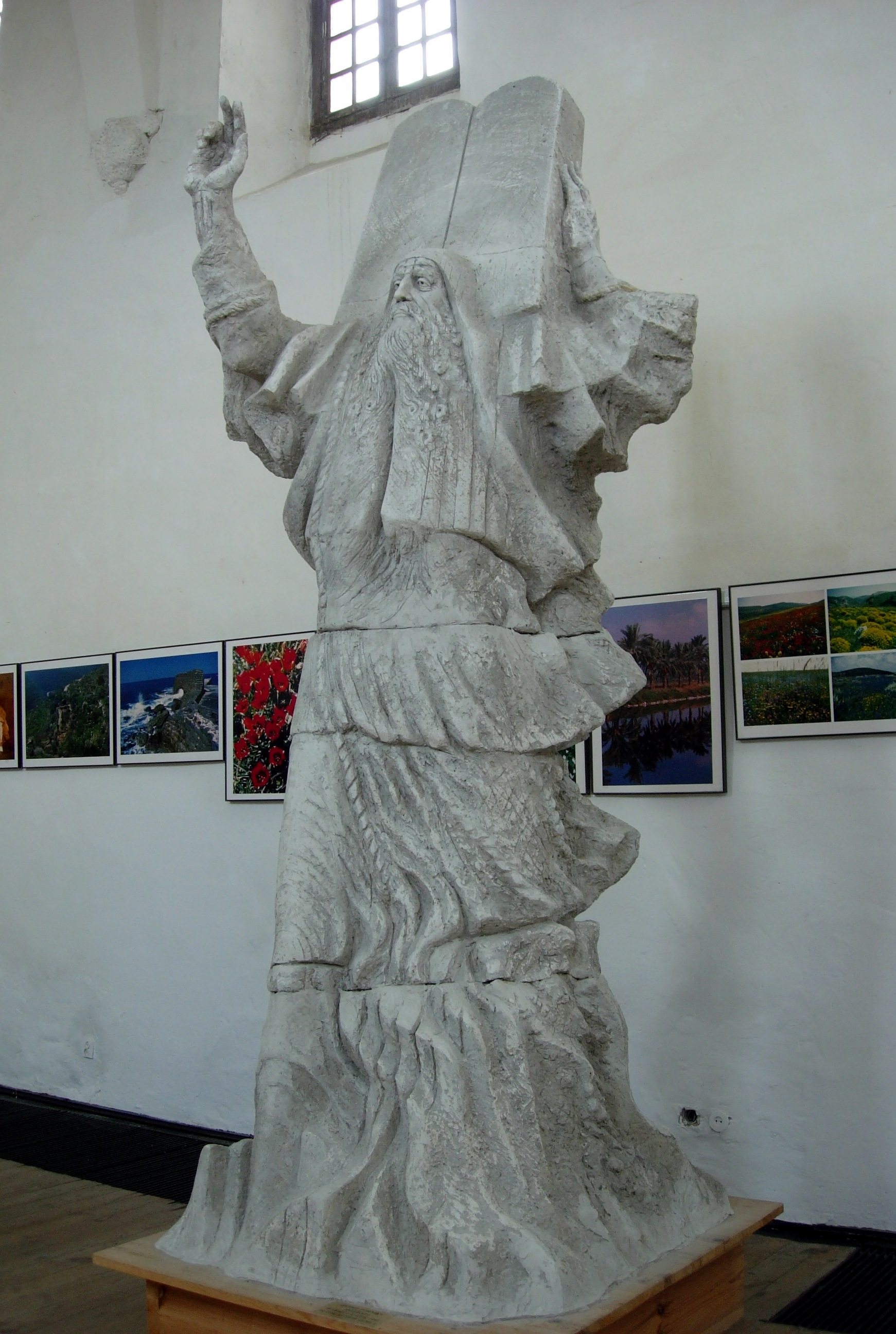
Mojžíš je v židovské tradici často nazýván jako „Moše rabenu“ – „Mojžíš, náš učitel“

Rabín (někdy také rabi, z hebr. רב rav, popř. רבי rabi) je vysokou náboženskou autoritou v judaismu. Obecně tento pojem znamená „učitel“, původní význam slova rav je „mistr“, „pán“.
Vrchním zemským rabínem České republiky je v současnosti Karol Sidon. Vrchním pražským rabínem David Peter. V ČR působí také rabín progresivního směru David Maxa.

## Podstata titulu
Titul rabi začal být používán zprvu jako titul pro učence, jejichž názory zmiňuje mišna (tzv. tana'im) a kteří obdrželi ordinaci od svých učitelů, v nepřerušené řadě na Mojžíše. Pokud je citován tana, který nebyl ordinován, je uváděno jméno jeho otce. Hlava sanhedrinu pak byla titulována raban (aramejsky: „Náš učitel“). Po dokončení mišny a přesunu náboženského střediska z Izraele do Babylóna se používání titulu proměnilo – titul rav se užíval pro babylonské učence a titul rabi pro palestinské.
Dnes je termín rabín spojen s těmito dvěma významy:
- odborník na halachu, který je delegován k tomu, aby podle ní vydával rozhodnutí
- duchovní vůdce židovské obce, v tomto smyslu slouží rabín jako duchovní rádce a učitel.

Někdy se používají i označení, která z kořene rav vycházejí (např. reb, rebi, rebe). Nicméně není nutné, aby člověk, který je označen jako „reb“ či „rebe“ byl rabín - často se jedná o čestné označení, jímž se dotyčnému prokazuje úcta a znamená totéž co „učený, vzdělaný člověk“ (v záležitostech židovství a halachy).
V aktuální době působí v Izraeli, v Evropě,  Americe i v Africe, včetně kazatelské činnosti v synagógách i mesiánští rabíni. Část z nich je ortodoxní a někteří zastávají hlavní rabínské pozice v zemích, kde vykonávají duchovní službu. 

## Ženy v rabínském úřadu
I když rabínský úřad byl a je v rámci judaismu doménou mužů, v liberálních proudech judaismu začínají pozici rabínů zastávat i ženy. V moderních dějinách je za první rabínku považována Regina Jonasová, která žila v Berlíně a rabínské vysvěcení obdržela několik let před druhou světovou válkou. Po válce byla ve vysvěcování žen pauza až do 70. let, kdy byla v USA v roce 1972 vysvěcena Sally Priesandová. V poválečné Evropě se stala první rabínkou Jackie Tabbicková, která získala rabínský titul ve Velké Británii v roce 1975.
První (samostatnou) ortodoxní rabínkou v Izraeli se stala v roce 2021 Šira Marili Mirvisová z efratské synagogy. Historicky první rabínkou působící na území České republiky je Tanya Segal, která je od roku 2019 duchovní autoritou Židovské obce Ostrava. První ordinovanou rabínkou českého původu je Kamila Kopřivová, která v současnosti působí jako rabínka Westminster Synagogue v Londýně.